# Giovanni Battista De Toni
Giovanni Battista De Toni (Venezia, 2 gennaio 1864 – Modena, 31 luglio 1924) è stato un botanico, medico e chimico italiano.

## Biografia
Laureato in medicina e in chimica all'università di Padova, fu un illustre micologo e, come tale, collaborò alle Sylloge fungorum omnium husque cognitorum di Pier Andrea Saccardo. Successivamente si specializzò anche in algologia e nel 1889 intraprese la pubblicazione di una Sylloge algarum hucusque cognitarum che si protrasse fino al 1905 e in cui fissò lo stato dell'arte fino ai suoi tempi. Fece inoltre ricerca attiva in ambito botanico, interessandosi di anatomia e patologia vegetale. Dopo essere stato professore di Botanica a Camerino e a Sassari, nel 1903 divenne professore di Botanica a Modena e direttore dell'associato Orto botanico.
Nel 1890 De Toni fondò La nuova notarisia: rassegna trimestrale consacrata allo studio delle alghe, una rivista che diresse fino al 1923; oltre alla parte sistematica, la rivista aveva un indirizzo ecologico, con frequenti articoli riguardanti, per esempio, la distribuzione delle alghe marine o i rapporti delle alghe con l'ambiente.
De Toni fu anche un attento storico della botanica, raccogliendo importanti documenti, in particolare riguardanti l'opera di Ulisse Aldrovandi e gli interessi naturalistici di Leonardo da Vinci. Dedicò alla storia della botanica ben 130 delle oltre 300 pubblicazioni prodotte durante la sua attività.

## Opere

### Botaniche
- Francesco Ardissone, Giovanni Battista De Toni, David Levi, Schemata generum floridearum illustratio accomodata ad usum phycologiae mediterraneae, Venezia, Tip. Fontana, 1881.
- Giovanni Battista De Toni, Materiali per la fenologia degli organi di riproduzione delle Florideae mediterranee, Venezia, C. Ferrari, 1882.
- Giovanni Battista De Toni, David Levi, De Algis nonnullis, praecipue Diatomaceis, inter Nymphaeaceas Horti Botanici Patavini, auctoribus G. B. De Toni et D. Levi, Messina, G. Carpa, 1886.
- Giovanni Battista De Toni, David Levi, Enumeratio conjugatarum in Italia hucusque cognitarum, Venezia, Tip. Fontana, 1886.
- Giovanni Battista De Toni, David Levi, Intorno ad una Palmellacea nuova per la flora veneta, Venezia, Fontana, 1886.
- Giovanni Battista De Toni, Alghe delle Ardenne contenute nelle Cryptogamae Arduennae della signora M. A. Libert rinvenute da G. B. De Toni, Messina, G. Carpa, 1887.
- Giovanni Battista De Toni, David Levi, Frammenti algologici, Venezia, Tip. lit. M. Fontana, 1887.
- Giovanni Battista De Toni, Intorno ad alcuni alberi e frutici ragguardevoli, esistenti nei giardini di Padova, Padova, Tip. Gio. Batt. Randi, 1887.
- Giovanni Battista De Toni, P. Voglino, Notes on nomenclature, by J. B. De Toni, P. Voglino, Venezia, Tip. Fontana, 1887.
- Giovanni Battista De Toni, Intorno ad alcune diatomee rinvenute nel tubo intestinale di una Trygon violacea pescata nell'Adriatico, nota del dott. Gio. Batt. De Toni, Venezia, Antonelli, 1888.
- Giovanni Battista De Toni, Intorno all'identità del Phyllactidium tropicum Moebius con la Hansgirgia flabelligera De Toni, Roma, Tip. della r. accademia dei lincei, 1888.
- Giovanni Battista De Toni, Pilinia Kuetz. Ed Acroblaste Reinsch, Venezia, Stab. tip. lit. M. Fontana, 1888.
- Giovanni Battista De Toni, Sylloge algarum hucusque cognitarum, Patavii, Sumpibus auctoris (Tip. Seminarii), 1889-1895.
- Giovanni Battista De Toni, Boodlea Murray et De Toni : nuovo genere di alghe a fronda reticolata, Genova, Tip. di A. Ciminago, 1889.
- Giovanni Battista De Toni, Osservazioni sulla tassonomia delle bacillariee (diatomee) : seguite da un prospetto dei generi delle medesime, Venezia, Tip. lit. succ. M. Fontana, 1890.
- Giovanni Battista De Toni, Francesco Saccardo, Revisione di alcuni generi di cloroficee epifite, Padova, Tip. del seminario, 1890.
- Giovanni Battista De Toni, Sulla Navicula Aponina Kuetz e sui due generi Brachysira Kuetz e Libellus Cleve: nota, Venezia, Tip. Antonelli, 1890.
- Giovanni Battista De Toni, Systematische Uebersicht der bisher bekannten Gattung der echten Fucoideen, von J. B. De Toni, Venezia, Tip. Fontana, 1891.
- Giovanni Battista De Toni, Bacillarieae / digessit J. Bapt. De-Toni, 3 voll., Patavii, Typis Seminarii, 1891-1894.
- Giovanni Battista De Toni, Le malattie crittogamiche della pianta del tabacco, Padova, Stab. tip. della ditta L. Penada, 1892.
- Giovanni Battista De Toni, Miscellanea phycologica., Padova, Tip. del Seminario, 1892.
- Giovanni Battista De Toni, Le mizoficee (cianoficee), Venezia, Stab. di G. Antonelli, 1892.
- Giovanni Battista De Toni, Paolo Mach, Sopra l'influenza esercitata dalla nicotina e dalla solanina sulla germogliazione dei semi di tabacco: nota, Venezia, Tip. Ferrari, 1893.
- Giovanni Battista De Toni, Cryptorhaphideae, digessit J. Bapt. De-Toni, Patavii, typis Seminarii, 1894.
- Giovanni Battista De Toni, Sull'esistenza e successiva scomparsa del Cistus laurifolius nella flora euganea, Padova, Randi, 1894.
- Giovanni Battista De Toni, Alghe marine del Giappone ed isole ad esso appartenenti: con illustrazioni di alcune specie nuove, Venezia, Tip. Carlo Ferrari, 1895.
- Giovanni Battista De Toni, Phyceae Japonicae novae addita enumeratione algarum in ditione maritima Japoniae hucusque collectarum: alghe marine del Giappone ed isole ad esso appartenenti con illustrazione di alcune specie nuove, Venezia, Tip. Carlo Ferrari, 1895.
- Giovanni Battista De Toni, Florideae, digessit J. Bapt. De-Toni, Patavii, Typis Seminarii, 1897-1924.
- Giovanni Battista De Toni, Le bacillarie (Diatomee), Venezia, Tip. Carlo Ferrari, 1898.
- Giovanni Battista De Toni, Flora algologica della Venezia. Parte 5. (Le bacillariee Diatomee), Venezia, Tip. Carlo Ferrari, 1898.
- Giovanni Battista De Toni, Opiniones nonnullae de sylloge algarum omnium hucusque cognitarum, Patavii, Ex officina Seminarii, 1898.
- Giovanni Battista De Toni, I recenti studi di talassografia norvegese, Venezia, Tip. Carlo Ferrari, 1899.
- Giovanni Battista De Toni, Achille Forti, Alghe, Padova, Tipografia del Seminario, 1903,.
- Giovanni Battista De Toni, H. Christ, La Pteris longifolia L. presso il lago Lario : nota, Venezia, Ferrari, 1903.
- Giovanni Battista De Toni, Achille Forti, Intorno al Byssus purpurea del Lightfoot, Venezia, Officine grafiche di C. Ferrari, 1904.
- Giovanni Battista De Toni, Intorno al ceramium pallens zanard. ed alla variabilità degli sporanghi nelle ceramiceae, Modena, Soliani, 1907.
- Giovanni Battista De Toni, Observations sur l'anthocyane d'Ajuga et de Strobilanthes, Paris, Secretariat de l'association, 1907.
- Giovanni Battista De Toni, Per la nomenclatura delle alghe, Padova, Tipografia del Seminario, 1908.
- Giovanni Battista De Toni, Analisi microscopica di alcuni saggi di fitoplancton raccolti dalla R. M. Liguria, Venezia, prem. offic. grafiche di C. Ferrari, 1910.
- Giovanni Battista De Toni, Achille Forti, Contribution a la flore algologique de la Tripolitaine et de la Cyrenaique, Paris, Masson et Cie, 1912.
- Giovanni Battista De Toni, Annotazioni di floristica marina, 4 voll., Venezia, Tip. C. Ferrari, 1913-1917.
- Giovanni Battista De Toni, Osservazioni sulla costituzione dei cistoliti del ficus elastica roxb, Venezia, Tip. C. Ferrari, 1915.
- Giovanni Battista De Toni, Achille Forti, Analisi microscopica di alcuni saggi di fitoplancton raccolti dalla R. N. Liguria, Venezia, Prem. off. graf. di C: Ferrari, 1916.
- Giovanni Battista De Toni, Catalogo delle alghe raccolte nella regione di Bengasi dal r.p. D. Vito Zanon, Venezia, prem. offic. grafiche di C. Ferrari, 1916.
- Giovanni Battista De Toni, Osservazioni botaniche e sperimentali intorno alla Digitalis Canata Ehrh, Venezia, prem. offic. Carlo Ferrari, 1919.
- Giovanni Battista De Toni, Forti and Howe, Laurencia chilensis, sp. nov., Padova, Tip. del seminario, 1921.
- Giovanni Battista De Toni, Alghe di Australia, Tasmania e Nuova Zelanda, Venezia, Ferrari, 1923.
- Giovanni Battista De Toni, Bibliographia algologica universalis seu repertorium totius litteraturae phycologicae hucusque editae quam digessit, Fori Livii, Typis Valbonesianis, sumptibus auctoris, 1931.

### Storiche
- Giovanni Battista De Toni, David Levi, L'Algarium Zanardini, Venezia, Tip.-Lit. M. Fontana, 1888.
- Giovanni Battista De Toni, Spigolature per la flora di Massaua e di Suakim, Padova, Stab. Prosperini, 1888.
- Giovanni Battista De Toni, David Levi Marenos, Giuseppe Meneghini : cenni biografici, Venezia, M. Fontana, 1889.
- Giovanni Battista De Toni, Delectus seminum in r. Horto botanico universitatis parmensis anno 1892 collectorum, Parma, Tip. G. Ferrari e Figli, 1893.
- Giovanni Battista De Toni, Giovanni Passerini, Parma, tip. del Seminario, 1893.
- Giovanni Battista De Toni, Intorno all'epoca di fondazione dell'Orto Botanico parmense : notizie, Venezia, Tip. Ferrari, 1894.
- Giovanni Battista De Toni, Alcuni elementi inediti riguardanti l'antico Orto Botanico di Padova ed il suo fondatore Francesco Bonafede, Padova, Tip. del Seminario, 1896.
- Giovanni Battista De Toni, Intorno alla vita ed alle opere di Vittore Trevisan naturalista padovano, commemorazione di Gio. Batta De Toni, Milano, Tip. Bernardoni di C. Rebeschini e C., 1897.
- Giovanni Battista De Toni, Due affreschi di scuola del Mantegna, Padova, Tip. del Seminario, 1898.
- Giovanni Battista De Toni, I manoscritti di Leonardo da Vinci della reale biblioteca di Windsor, Firenze, Tip. Galileiana, 1898.
- Giovanni Battista De Toni, I manoscritti di Leonardo da Vinci della reale biblioteca di Windsor dell'anatomia , fogli A, pubblicati da Teodoro Sabachnikoff, trascritti e annotati da G. Piumati, Paris, Tip. galileiana, 1898.
- Giovanni Battista De Toni, Il ritratto leonardesco di Amerigo Vespucci : lettera a Guido Carocci, Padova, Tip. del Seminario, 1898.
- Giovanni Battista De Toni, Frammenti Vinciani : con documenti inediti, Padova, Tip. del Seminario, 1900.
- Giovanni Battista De Toni, L'orto botanico dell'universita di Camerino nel 1900 : cenni illustrativi, Camerino, Tip. Savini, 1900.
- Giovanni Battista De Toni, G.G. Agardh e la sua opera scientifica, Padova, Tipografia del Seminario, 1901.
- Giovanni Battista De Toni, Della vita e delle opere di Antonio Piccone, Roma, Tip. E. Voghera, 1902.
- Giovanni Battista De Toni, La biologia in Leonardo da Vinci : discorso letto nell'adunanza solenne del R. Istituto veneto il 24 maggio 1903, Venezia, Officine grafiche C. Ferrari, 1903.
- Giovanni Battista De Toni, Cinque Lettere di Luca Ghini ad Ulisse Aldrovandi, tratte dagli autografi e pubblicate da G. B. De Toni, Padova, Tip. Seminario, 1905.
- Giovanni Battista De Toni, Edmondo Solmi, Intorno all'andata di Leonardo da Vinci in Francia : nota, Venezia, C. Ferrari, 1905.
- Giovanni Battista De Toni, Per il terzo centenario della morte di Ulisse Aldrovandi (4 maggio 1605-4 maggio 1905) : cinque lettere di Luca Ghini ad Ulisse Aldrovandi tratte dagli autografi e pubblicate da G. B. De Toni, Padova, tipografia seminario, 1905.
- Giovanni Battista De Toni, Di una interessante scoperta del modenese Giambattista Amici e de' suoi progressi : discorso inaugurale letto nella R. Universita di Modena il 4 novembre 1905, Modena, Società tipografica modenese, 1906.
- Giovanni Battista De Toni, Il R. orto botanico di Modena dal 1772 al 1906 : notizie raccolte dal direttore prof. G. B. De Toni, Genova, Tip. Ciminago, stampa, 1906.
- Giovanni Battista De Toni, Leonardo da Vinci e Luca Pacioli : comunicazione, Venezia, Ferrari, 1906.
- Giovanni Battista De Toni, Sull'origine degli erbarii : nuovi appunti dai manoscritti aldrovandiani, Modena, coi tipi di G. T. Vincenzi e nipoti, 1906.
- Giovanni Battista De Toni, Frammento epistolare di Giacinto Cestoni sull'animalità del corallo, Pavia, Successori fratelli Fusi, 1907.
- Giovanni Battista De Toni, Gino Cugini, Modena, Società tipografica modenese, 1907.
- Giovanni Battista De Toni, I placiti di Luca Ghini (primo lettore dei semplici in Bologna) intorno a piante descritte nei Commentarii al Dioscoride di P. A. Mattioli, Venezia, Officine grafiche di Carlo Ferrari, 1907.
- Giovanni Battista De Toni, A. Forti, Intorno alle relazioni di Francesco Calzolari con Luca Ghini, Firenze, Stabilimento Pellas, 1907.
- Giovanni Battista De Toni, Matteo Lanzi, Genova, Tip. Ciminago, 1907.
- Giovanni Battista De Toni, Nuovi dati intorno alle relazioni tra Ulisse Aldrovandi e Gherardo Cibo, Modena, Soliani, 1907.
- Giovanni Battista De Toni, Spigolature Aldovrandiane, Verona, Tip. A. Cinquetti, 1907.
- Giovanni Battista De Toni, Contributo alla conoscenza delle relazioni del patrizio veneziano Pietro Antonio Michiel con Ulisse Aldrovandi, Modena, Soc. tipogr. modenese, 1908.
- Giovanni Battista De Toni, Illustrazione dell'erbario di Ulisse Aldrovandi, Venezia, Ferrari, 1908.
- Giovanni Battista De Toni, Le lettere del medico Francesco Petrollini ad Ulisse Aldrovandi e Filippo Teodosio, Padova, Tip. Seminario, 1908.
- Giovanni Battista De Toni, Notizie intorno ad una polemica tra botanici nel 1817 (con documenti inediti), Verona, Tipografia A. Gurisatti, 1908.
- Giovanni Battista De Toni, Storia della scienza : Di una esperienza di Giacinto Cestoni : frammenti inediti, Venezia, Ferrari, 1908.
- Giovanni Battista De Toni, Due lettere inedite di Ernesto Mauri, Roma, Voghera, 1909.
- Giovanni Battista De Toni, Henri van Heurck, London, W. Clowes and Sons, (?), 1909.
- Giovanni Battista De Toni, Il centenario di Carlo Darwin, Bologna, Zanichelli, 1909.
- Giovanni Battista De Toni, Una lettera inedita botanico padovano Giuseppe Meneghini, Padova, Prem. Società Coop. Tipografica, 1909.
- Giovanni Battista De Toni, Appunti dal tomo terzo dell'erbario Rauwolff conservato in Leida, Modena, coi tipi di G. T. Vincenzi, 1910.
- Giovanni Battista De Toni, Francesco Ardissone (8 settembre 1837-4 aprile 1910), Padova, Tipografia del Seminario, 1910.
- Giovanni Battista De Toni, La riforma del Senato, Padova, Tip. del seminario, 1910.
- Giovanni Battista De Toni, Una mostra di carte fitogeografiche a Bruxelles, Pavia, Premiata tip. successori Fratelli Fusi, 1910.
- Giovanni Battista De Toni, Il carteggio degli italiani col botanico Carlo Clusio nella Biblioteca Leidense, Modena, Società Tipografica Modenese, Antica Tipografia Soliani, 1911.
- Giovanni Battista De Toni, Illustrazione del quarto volume dell'ebario di Ulisse Aldrovandi, Venezia, Premiate officine grafiche C. Ferrari, 1911.
- Giovanni Battista De Toni, Nuovi documenti intorno Luigi Anguillara, primo prefetto dell'orto botanico di Padova, Venezia, Officine grafiche C. Ferrari, 1911.
- Giovanni Battista De Toni, Edoardo Bornet (1828-1911), Padova, Tip. del Seminario, 1912.
- Giovanni Battista De Toni, Intorno un erbario figurato del secolo 16., Modena, coi tipi di G. T. Vincenzi e nipoti, 1912.
- Giovanni Battista De Toni, L'erbario di Tommaso Andrea Morelli medico del secolo XVIII : contribuzione alla storia della botanica, Venezia, prem. offic. grafiche di C. Ferrari, 1912.
- Giovanni Battista De Toni, Nuovi documenti sulla vita e sul carteggio di Bartolomeo Maranta medico e semplicista del secolo XVI, Venezia, Premiate officine grafiche di Carlo Ferrari, 1912.
- Giovanni Battista De Toni, Dalle Osservazioni microscopiche di Bonaventura Corti : appunti, Venezia, Officine grafiche C. Ferrari, 1913.
- Giovanni Battista De Toni, La flora marina dell'Isola d'Elba e i contributi di Vittoria Altoviti-Avila Toscanelli, Padova, Tip. Seminario, 1916.
- Giovanni Battista De Toni, Notizie bio-bibliografiche intorno Evangelista Quattroni semplicista degli Estensi, Venezia, C. Ferrari, 1918.
- Giovanni Battista De Toni, Appunti su Giacinto Cestoni, Siena, Stab. tip. S. Bernardino, 1919.
- Giovanni Battista De Toni, Fabio Colonna e l'eterocarpia : notizia storica di biologia, Roma, Tip. del Senato di G. Bardi, 1919.
- Giovanni Battista De Toni, Una ricetta medica nel Codice Atlantico di Leonardo da Vinci, Roma, Stabilimento Poligrafico per l'Amm. della Guerra, 1919.
- Giovanni Battista De Toni, Lettere di Giovanni Vincenzo Pinelli bibliofilo del secolo XVI : spigolature aldrovandiane, Roma, Attilio Nardecchia, 1920.
- Giovanni Battista De Toni, Mario Cermenati per Leonardo : ricordi ed appunti, Roma, Industria tipografica romana, 1920.
- Giovanni Battista De Toni, Antonio Piccone, Roma, A. Nardecchia, 1921.
- Giovanni Battista De Toni, Bartolomeo Maranta, Roma, A. Nardecchia, 1921.
- Giovanni Battista De Toni, Giovanni Battista Amici, Roma, A. Nardecchia, 1921.
- Giovanni Battista De Toni, Giovanni Zanardini, [S. l., 1921.
- Giovanni Battista De Toni, Luca Ghini, Roma, Attilio Nardecchia, 1921.
- Giovanni Battista De Toni, Notizie intorno a Giovanni Battista Venturi ricavate da lettere conservate nella Biblioteca Estense di Modena : frammenti vinciani 9., Roma, Nardecchia, 1921.
- Giovanni Battista De Toni, Le piante e gli animali in Leonardo da Vinci, Bologna, Zanichelli, stampa, 1922.
- Giovanni Battista De Toni, Nella ricorrenza del II centenario della morte di Antonio Van Leeuwenhoek frammenti cestoniani inediti, Roma, Casa editrice Leonardo Da Vinci, 1923.
- Giovanni Battista De Toni, Alberto Grunow (1826-1914), Modena, 1924.
- Giovanni Battista De Toni, Fra Paolo Sarpi nelle scienze esatte e naturali, Città di Castello, Tip. Leonardo da Vinci, 1924.
- Giovanni Battista De Toni, Giambattista Venturi e la sua opera vinciana : scritti inediti e l'Essai, Roma, P. Maglione e C. Strini, 1924.
- Giovanni Battista De Toni, Appunti dal carteggio inedito di Domenico Cirillo, Siena, Stab. tip. S. Bernardino, 1925.
- Giovanni Battista De Toni, L'opera lichenologica di Abramo Massalongo, con 9 tavole colorate e inedite aggiornate da Alexander Zahlbruckner, Verona, La Tipografica veronese), 1933.

## Abbreviazione standard
| De Toni è l'abbreviazione standard utilizzata per le piante descritte da Giovanni Battista De Toni. Consulta l'elenco delle piante assegnate a questo autore dall'IPNI. |